# Deramas wollettii
Deramas wollettii är en fjärilsart som beskrevs av John Nevill Eliot 1970. Deramas wollettii ingår i släktet Deramas och familjen juvelvingar. Inga underarter finns listade i Catalogue of Life.